# Весільні пісні

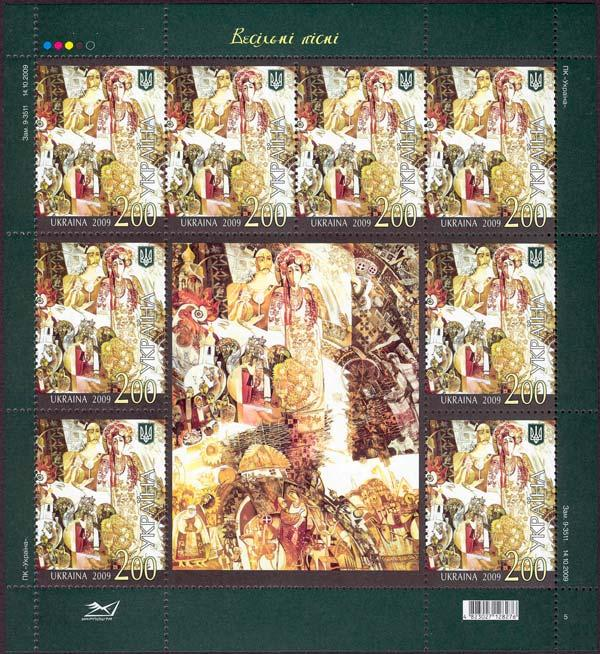
Аркуш марок Укрпошти «Весільні пісні» (2009) із серії «Українська пісня»

Весі́льні пісні́ — пісні, що супроводжують весільні обряди, пояснюють їх зміст і значення, прославляють молодих та їх батьків.
Весільні пісні вже в часи Київської Руси займали поважне місце у давньоруській обрядовості і вважалися її важливим компонентом.
У весільних піснях ідеться і про свах, і про подруг нареченої, світилок, бояр і боярок, старост і дружб. Співають весільних пісень тільки жінки. Це переважно хори, діалоги. Весільними піснями супроводжується замішування короваю, розплітання коси молодої, одягання на неї очіпка. Чоловіки у формі діалогів і монологів беруть участь у найдраматичніших епізодах обряду — під час нападу бояр, викупу нареченої. Святкуючи перезву, родичі молодої після першої шлюбної ночі йдуть або їдуть з відповідними обрядовими піснями на частування до хати молодого.
Весілля, надто українське, — це драматичне дійство, в якому беруть участь декілька жіночих груп (свах нареченого, свах нареченої, світилок, боярок). До чоловічої групи входять бояри-свати, виділяються староста і дружба.
Товариство свах і товариство подруг — два весільні хори, які співають про все, що відбувається на весіллі. Змішаних хорів немає. Чоловіки не співають, їхня справа — діалоги й монологи.
Жінки співають за чітко окресленим сценарієм, від якого не можна відступати. Це спів про замішування короваю та про його випікання, про розплітання коси, прощання молодої з родиною, напад бояр, про їхній викуп, про перезву.
Найпопулярніші такі весільні пісні: «Ой стала я на билиночку», «Де ти, калино, росла?», «Ой думала та гадала», «Приїхали гості», «Ой куди ж ви, сірі гуси, полинете?», «Ненько моя та рідненька», «Ой пливе човен по росі» — з них постає цілий світ почувань і думок дівчини передвесільної та весільної пори.
Становлячи разом одне велике драматичне дійство, кожна з весільних пісень, завдяки діалогові також є маленькою п'єскою. Наприклад:
— Ненько моя рідненька,

рятуй мене...

— Не моя, донечко, воля.

Нехай тебе той рятує,

хто до шлюбу готує.
Весільні пісні — промовистий доказ не лише багатства змісту й форм найбагатшого з усіх обрядів — весільного, а й високої моралі українського народу.